# Friends Will Be Friends
Singles de Queen
Princes of the Universe
(1986) Pain Is So Close to Pleasure
(1986)
Friends Will Be Friends (français : Les amis seront les amis) est une chanson du groupe de rock britannique Queen, sortie en single en 1986. Écrite par Freddie Mercury et John Deacon, elle est extraite de l'album A Kind of Magic sorti la même année.

## Autour de la chanson
Troisième single anglais extrait de A Kind of Magic, la chanson est un tube relatif pour le groupe, se classant dans le top 40 de la plupart des pays européens. Aux États-Unis, Capitol Records a choisi de ne pas sortir le single, lui préférant une autre composition de Deacon/Mercury, Pain Is So Close to Pleasure.

## Clip vidéo
Une fois encore, les réalisateurs Autrichiens Hannes Rossacher et Rudi Dolezal, les Torpedos Twins, sont appelés pour réaliser le clip de la chanson. Le fan club du groupe est également mis à contribution, en envoyant 850 fans participer au tournage d'un clip en concert. Tous ces fans ont reçu en cadeau un t-shirt où était écrit « I am a Queen Friend » (« Je suis un ami de Queen »).

## Classements
| Classements (1986) | Meilleure position |
| ------------------ | ------------------ |
| Irlande            | 4                  |
| Royaume-Uni        | 14                 |
| Pays-Bas           | 16                 |
| Belgique           | 18                 |
| Suisse             | 19                 |
| Allemagne          | 20                 |

## Crédits
- Freddie Mercury : Voix, chœurs, piano et synthétiseurs
- Brian May : Guitares, chœurs
- Roger Taylor : Batterie, chœurs
- John Deacon : Basse, guitare rhytmique
- Spike Edney : Synthétiseurs